# کیزیل-تاش (باشقیرستان)
کیزیل-تاش (انگلیسی: Kyzyl-Tash, Republic of Bashkortostan) یک شهرک در شهرستان تویمازینسکی استان باشقیرستان کشور روسیه است.